# Ochrostigma grisea
Ochrostigma grisea är en fjärilsart som beskrevs av Barend J. Lempke 1959. Ochrostigma grisea ingår i släktet Ochrostigma och familjen tandspinnare. Inga underarter finns listade i Catalogue of Life.